# Signal Fire (canción de Snow Patrol)
«Signal Fire» es una canción de la banda británica Snow Patrol, lanzada el 24 de abril de 2007 por Fiction Records y Polydor Records, como el tema central de la película Spider-Man 3 (2007) de Sam Raimi, además de ser el sencillo principal del álbum de banda sonora de la película, «Spider-Man 3: Music From And Inspired By». Fue escrita por Gary Lightbody y producida por Jack Knife. La canción estuvo en el número sesenta y cinco en el Billboard Hot 100 en los Estados Unidos.

## Video Musical
El videoclip de la canción fue dirigido por Paul McGuigan (El Caso Slevin). En él, podemos encontrar a niños de edad escolar haciendo una obra teatral de las dos primeras películas de Spider-Man. La famosa escena de besos de la primera película de Spider-Man es recreada, pero en lugar de ser Spider-Man el que besa a la niña, es otro niño vestido de araña. El telón cae y entonces el público (formado por los padres) aplaude. Al final del video, un niño vestido de Venom está en el centro de atención y tiene un anunció que dice "Próximanente - Spider-Man 3".

## Listas de sencillos
| Signal Fire: Edición del Reino Unido |                              |             |          |  |
| N.º                                  | Título                       | Artista(s)  | Duración |  |
| 1.                                   | «Signal Fire» (Full Version) | Snow Patrol | 4:26     |  |
| 2.                                   | «Wow» (Eddie TM Loser Remix) | Snow Patrol | 5:37     |  |

| Signal Fire: CD Promocional (Reino Unido y Estados Unidos) |                            |             |          |  |
| N.º                                                        | Título                     | Artista(s)  | Duración |  |
| 1.                                                         | «Signal Fire» (Radio Edit) | Snow Patrol | 3:57     |  |

| Signal Fire: Maxi-Single |                              |             |          |  |
| N.º                      | Título                       | Artista(s)  | Duración |  |
| 1.                       | «Signal Fire» (Full Version) | Snow Patrol | 3:57     |  |
| 2.                       | «Chocolate» (Live)           | Snow Patrol | 3:00     |  |
| 3.                       | «Run» (Live)                 | Snow Patrol | 5:35     |  |
| 4.                       | «Spitting Games»             | Snow Patrol | 4:18     |  |

## Posicionamiento
| Listas                           | Posición |
| -------------------------------- | -------- |
| Australia ARIA Sencillos Chart   | 22       |
| Estados Unidos Billboard Hot 100 | 65       |
| UK Singles Chart                 | 4        |
| Irish Singles Chart              | 2        |
| Swiss Singles Chart              | 48       |